# Faradiélé
Faradiélé est une commune rurale du Mali, dans le cercle de Bougouni et la région de Bougouni.

## Villages
La commune s'étend sur 7 localités relevées lors du recensement général de 2009. 
Les villages les plus peuplés sont :
- Faradiélé (997 habitants) ;
- Tiéfagala (719 habitants).